# デジモンアドベンチャー
『デジモンアドベンチャー』（DIGIMON ADVENTURE）は、1999年3月7日から2000年3月26日まで放送された、デジモンシリーズのテレビアニメ第1作のテレビシリーズ。
通称は「デジアド」「デジモン無印」「無印」「初代」。次作『デジモンアドベンチャー02』と対比して「01」と呼ばれることもあるが、その場合は『デジモンアドベンチャー Vテイマー01』のことを指すことの方が多い。

## 概要
ストーリーは劇場版第一作の舞台（1995年）から4年後（1999年）の世界を描いている。
デジタルワールドという仮想世界と現実世界の東京（特にお台場、光が丘の2つの地域）とをリンクさせ、突如として放り出された異世界の中を、主役の子供たちがデジモンや仲間との関わりの中で「自分らしさ」を見つけながら成長し、共に生き抜くという子供たちの成長を描いた物語である。少しずつ明かされる子供たちの過去、選ばれた理由そして光が丘の謎など、伏線が随所に張り巡らされており、「大人にも楽しんでもらえるように」という工夫が多く盛り込まれた。さらに、両親の離婚や死別など、現代日本の社会問題をも反映させた作品となっている。
劇場版第一作『デジモンアドベンチャー』、2000年公開の第二作『デジモンアドベンチャー ぼくらのウォーゲーム!』は細田守が監督を務め、その完成度から高い評価を受けた。本作品以降『デジモンアドベンチャー02』、『デジモンテイマーズ』、『デジモンフロンティア』、『デジモンセイバーズ』、『デジモンクロスウォーズ』などのデジモンアニメシリーズが生まれた。メイン視聴層の小中学生男子だけでなく、小中学生女子の人気も得た。なお、本作品から4作目『フロンティア』までは1年毎に同じフジテレビ系列で日曜午前9時台に放送されたため「デジモン四部作」とも呼ばれる。
本作品のコンセプトは「ポケモン卒業生集まれ」である。関弘美によるとこれは「実は一度使った手なんです」としており、『ママレード・ボーイ』も『美少女戦士セーラームーン』の卒業生狙いだったという。また、角銅曰く「みんな均等に見せ場があり、敵を倒す回数もほぼ同じになるように、というのが基本的な作り方のスタンス」で製作されており、一部の登場人物ばかりが活躍するわけではない。
キャラクターデザインには鳥山明に対してオファーを送ったが、連載などの忙しさから実現できず、鳥山に近い絵が描けるということから中鶴勝祥を起用することになった。
単発企画のテレビ番組「日本のアニメ第1話&最終回ベスト100」で33位にランクインした。また、「外国人の選ぶ日本のアニメベスト100」では10位に選ばれた。
2017年から2018年にかけて行われたアニメ100周年企画「ニッポンアニメ100」の視聴者投票「ベスト・アニメ100」では18位にランクインしている。
最高視聴率：13.7%、最低視聴率：7.9%、平均視聴率：11.2%、バンダイ総玩具売上160億円。

## ストーリー
1999年8月1日。
子供会のサマーキャンプに来ていた小学生の八神太一、武之内空、石田ヤマト、泉光子郎、太刀川ミミ、城戸丈、高石タケルの7人は突然の吹雪を他の子供たちから離れて、山にあった祠に隠れてやり過ごしていた。しかし、その祠の外に出た直後、日本で発生するはずのないオーロラを目撃、さらに謎の機械が降り注いだ。さらに7人の子供たちはその機械の謎の力で発生した大瀑布に吸い込まれ、気がつくと未知の場所にたどり着き、そこで自分たちを待っていたと言う「デジタルモンスター」と名乗る謎の生物たちと出会う。
そして子供たちとパートナーデジモンたちの、長くて短いひと夏の冒険が始まった。

## 登場キャラクター
八神太一
本作品の主人公。勇気が人一倍の熱血少年。持ち前の元気でみんなを励ますリーダー。
アグモン
太一のパートナーデジモン。成長期。食いしん坊でのんびり屋だが、戦う時は真面目になる。
石田ヤマト
寡黙でクールな美少年。性格が正反対の太一とはよく張り合う。一方で仲間想いである。
ガブモン
ヤマトのパートナーデジモン。成長期。毛皮を被っているが、アグモン同様爬虫類型デジモン。シャイで人見知りしやすい性格。
武之内空
太一とは幼馴染。気が強くてボーイッシュだが、女の子らしい一面も見せる。
ピヨモン
空のパートナーデジモン。成長期。甘えん坊で空にじゃれついている。空中戦が得意。
泉光子郎
ミミのクラスメイト。ノートパソコンでいろいろ調べるのが得意。少し控えめで誰にでも敬語を話す。
テントモン
光子郎のパートナーデジモン。成長期。関西弁で話し、時には仲間にツッコミを入れるムードメーカー。
太刀川ミミ
光子郎とはクラスが同じ。裕福な家庭で育っているせいか、少しわがままで身勝手。歌が得意。
パルモン
ミミのパートナーデジモン。成長期。ミミに似て喜怒哀楽が激しいデジモン。
城戸丈
メンバー最年長でサブリーダー的存在。少し頼りないところもあるが、仲間がピンチの時は自らを犠牲にしたこともある。
ゴマモン
丈のパートナーデジモン。成長期。丈とは凸凹コンビのような関係。水中戦が得意。
高石タケル
ヤマトの弟。両親が離婚したため、兄とは離れて暮らしている。泣き虫で一人では何もできないが、冒険を進むごとに成長していく。
パタモン
タケルのパートナーデジモン。成長期。耳の羽で飛ぶことができるが、早く飛ぶのは苦手。タケルにすごく懐いている。
八神ヒカリ
太一の妹。病気持ちでメンバー中最後に登場した。お兄ちゃん想いの優しい子。
テイルモン
ヒカリのパートナーデジモン。成熟期。ネコのような外見だが、れっきとしたネズミ型。元々はヴァンデモンの手下だった。

## 設定・世界観

### デジタルワールドとデジモンの設定
同作品でのデジタルワールド（「デジモンワールド」という言い方もされる）は、現実世界でのコンピュータ・ネットワーク上の情報、つまりデータを元に成り立っている。
しかし、ネット上の電脳空間というわけでもなく、現実世界からなんらかの作用によって流れ込んだ情報やデータが、物体として実体化する異世界である。ネット上の電脳空間はデジタルワールドとは全く別に存在し、映画「ぼくらのウォーゲーム!」で見られるようにデジタルワールドや現実世界から特定の手段を使うことで入り込むこともできる。
デジタルワールドが現実世界と比べてどこかおかしなところがあるのは、データが流れ込む際の破損や欠落が原因であり、また現実世界では単なる文字列に過ぎないプログラムが実際に力を持ったりするからである。現実世界に比べて時間の流れが速く、現実世界での数分の間にデジタルワールドでは何日も経過するが、アポカリモンを倒したことにより現実世界と同じ時間の流れとなる。
デジタルワールドでは通貨の概念が存在し、現在判明している限りではドルが使われていた。金はレストランなどで使う模様（日本円で払った場合は無銭飲食となる）。ただし、デジタルワールドには食べられる植物（バナナに似た果物など）や、中身の入った冷蔵庫のような理不尽な物まで、至るところに食料があるので、場所にもよるが食料の確保はそう難しくは無い。海には魚がいて、デジモン以外の生物もいる様子。また、薬草も取れるので万が一、怪我や病気の時も安心。
基本的に食糧確保のためにデジモン同士で捕食し合う必要はないため、デジタルワールド内での攻撃行為は主に縄張り争いのためか、自己の力を示すために行われる。ただし種族や時と場合によってはデジモン同士での捕食行為も行われている模様。
同作品でのデジモンは、実体化したデータのうち生き物である物の総称で、寿命を迎えるか何らかの外因で死ぬとデータに分解されデジタマに戻り、基本的にはじまりの町へと還る。ただしエンジェモンのように外傷で死ぬことなく、過剰な力を使った反動で死ぬような場合などはその場でデジタマに戻るようで、携帯機のデジタルモンスターの設定にある、寿命で死んだデジモンは自らのデータをデジタマとして遺すことに由来している。パタモンは一度これに則って卵に還った。作中で死んだホエーモンやピッコロモンなども、いつかは生まれ変わる模様。ただし、それがいつになるのかはわからず、以前の記憶を持って生まれ変われるのかも不明。また、現実世界で死んだデジモンが始まりの町へと還ることができるかも不明である。事実、現実世界で死んだウィザーモンは『02』で一度、幽霊として登場している。人間もこの世界ではデータという設定だが、それはゲームのものに過ぎず、当然その場で死ねば現実世界のように生き返ることができない（実際、『02』で及川がデジタルワールドを救うためにその場で命を落としている）。
パートナーデジモンとは人間の子供と特殊な繋がりを持ったデジモンで、彼らの心の特質の力とその成長に比例して急速な進化を遂げることができる。
現実世界に現れたデジモンは現実世界の電子機器に影響を及ぼす。特に進化の時が電子機器に与える影響がより強い。個体差もあるようだが、通常は進化レベルが上昇するほど電子機器に与える影響力は強くなる模様。
デジタルワールドという世界自体の歪みは、その歪みがあまりに大きくなると現実世界に影響を及ぼす。歪みはデジモンの姿をとって現れることが多いが、普通の人からは目視できない。歪みの規模が大きくなると、両世界の上空に互いの世界が逆さまに現れる。また同時に現実世界に普通の人にも見えるデジモンが多数現れるが、その際に現れるデジモンたちは実体を持たず、攻撃はすり抜け、触れると物体は結晶化してしまう。
製作者たち（番組スタッフ）の間では、「デジタルという感じではなく、ちゃんと豊かな生命があるということを意識して設定する」のが方針だったため、自然や生命豊かな世界となった。悪いデジモンがいなければ基本的には平和な世界である。

### 現実世界・デジタルワールド以外の世界
暗黒の世界
次元の亀裂に吸い込まれたエテモンがたどり着いた世界。エテモンはここで破壊と再生を繰り返し、クロンデジゾイドメタル合金のメタルエテモンに究極進化した。
アポカリモンの宇宙
アポカリモンの作り出した、というより「アポカリモン」という実体を持たなかった「火の壁の向こうより来たモノ」である広大な闇の空間。ここでの戦いは、時空のゆがみにより現実世界の全ての空に映り、世界中の人々が見ることとなった。
亜空間
ホーリーエンジェモンのヘブンズゲートに吸い込まれたデジモンが送られる空間。
データの世界
アポカリモンによってデータに分解された子供たちとデジモンたちが送られた、もしくは知覚した世界。
この時のアポカリモンの呪文は「なーみたーでーはちたえーまーお」で、逆さまから読むと「お前たちはデータ皆」となっている。
何もない真っ白な世界にデータを示す基本原理である、二進法の「0」と「1」が存在している。

## アイテム
デジヴァイス
人間の心の特質の力をデジモンに伝え、進化させることができるアイテム。また、デジタルワールドへの道を作り導いたり、闇の力を祓う聖なる力を持っている。
普段デジヴァイスは全て透明だが、超進化やワープ進化時には選ばれし子供たちそれぞれの紋章の色と同じ色に変化する。
超進化を一度でも遂げた後は、他のデジヴァイスの所在が表示される機能が付属されるが、現実世界ではこの機能の範囲は狭まってしまう。デジタル時計として使うことも可能。
タグ
心の特質の力を増幅し、デジモンを完全体以上に進化させることを可能にするアイテム。単体では持ち主の紋章と引き合う機能しかないが、紋章と組み合わせることで真の力を発揮する。ピエモンがゲンナイたちから奪った後、経緯は不明だがデビモンによって海底の洞窟内のコンビニに隠されていた。
紋章
4年前に解析された、選ばれし子供たちのそれぞれの心が示す、最もすばらしい個性を元に作られたアイテム。
タグと組み合わせることで完全体以上の進化を可能にする。しかしそれには刻まれた心の特質を正しく成長させ紋章を輝かせる必要があり、未熟な心では輝かない。それどころか心の特質に反する行動で扱うと、暗黒進化へと導かれてしまう。なお、最終回ゲンナイがそれについて、「お主たちが間違った目的によって進化したもので、進化に正しいも間違いもない」と語っている。
紋章は、さまざな不思議な力を持っている。例を挙げると、選ばれし子供たちをワープさせる、ヴァンデモンの術を無効化する、溢れ出た光で敵を拘束する、など。ピエモンがゲンナイたちから奪った後、経緯は不明だがデジタルワールド中に散っていた。
黒い歯車
デビモンの持つ暗黒の力の象徴。オーガモンを暗黒の力でこの黒い歯車に変えてしまったこともある。デジヴァイスから放たれる聖なる光に弱い。
デジモンの身体に入り込んだり刺さると、暴走したり凶暴化したりする。また、この歯車が入り込んだデジモンの身体が大きくなったり、技の効果が変わることもある。
ファイル島の内部には巨大な黒い歯車が大量に配置されており、その力でファイル島を分断されたが、ガルルモンによって破壊されたり、デビモンの死などで島を分断する能力を失い、島を元に戻していった（デジモンを狂わせる能力は残っていた）。ケンタルモンや光子郎でもどうにもできない強力で巨大な歯車もあったが、ミミのキックであっさりと逆回転して島を元に戻していったこともある。
小説版ではデジタルワールド全域に配置されたこの黒い歯車により、デジタルワールドが再統合されたことになっているが、アニメではファイル島以外の場所にはこれから黒い歯車を放つという旨の発言をデビモンがしているため、アニメではデジタルワールドの再統合にどの程度関係していたかは不明。
黒いケーブル
エテモンの持つダークネットワークの最新メカで作られたケーブルで、サーバ大陸中に広がり様々な情報を集めていた。黒い歯車ほどではないが、デジモンを操るのにも使用可能。
ホストコンピュータとして、エテモンに敗れた後、幽閉されたナノモンが使われていた。その中枢は砂漠の逆ピラミッドの奥にあり、無数の黒いケーブルが絡み合った異形である。ナノモンによって、拡大する暗黒の力を逆に収縮に向かわせるコンピュータウィルス入りのプラグボムを中枢に打ち込まれ暴走、多数のデジモンを飲み込んだ後にエテモンと一体化し、最後はメタルグレイモンがエテモンを倒したことで次元の歪みに飲み込まれてエテモンと共に暗黒の世界へと消えた。
小説版ではデジタルワールド全域に配置されたこの黒いケーブルにより、デジタルワールドが再統合されたことになっているが、小説版ではアニメと違ってダークネットワークの中枢はプラグボムによる暴走もエテモンとの融合もしておらず、何か不具合が起きた描写は無い。ダークネットワーク、すなわち黒いケーブルの中枢が暴走した挙句、デジタルワールドから根こそぎ次元の亀裂に飲み込まれ消え去ってしまっているアニメ版ではデジタルワールドの再統合にどの程度関係していたかは不明。
デジモンカード
ヴァンデモンが人間界に侵攻する際にゲートを開くために使った10枚のカード。3×3の石版に10枚のうち9枚を選び配置しなければならない。ヴァンデモンは呪文により自動で配置したが、子供たちは後に手動で配置しなければならなかった。
配置の秘密は成長期、成熟期、完全体というレベルと、ウィルス、ワクチン、データの種族が3×3の配置に対応している。ワクチンの成長期にはアグモンとゴマモンが対応しているためどちらを選ぶかは八神太一に託された。結果、「アグモンのカードは記念に取っておきたい」と思った太一はゴマモンを選び無事デジタルワールドへ旅立ったキャンプ地に帰還した（ゴマモンのカードを石版上に置く瞬間、太一が「開け！ゴマモン！」と叫んでいることからも分かるように、実は「開けゴマ」に引っ掛けたダジャレ）。
なお、ワンダースワンソフト『デジモンメドレー』ではアグモンを選ぶと、『デジモンアドベンチャー02』の映画『前編・デジモンハリケーン上陸!!／後編・超絶進化!! 黄金のデジメンタル』の舞台アメリカにゲートが開かれる。
本編では明かされないが、現実世界からデジタルワールドへのゲートを開く時は、ゴマモンではなくアグモンを配置するようになっている。『02』は及川がこの方法で光が丘からデジタルワールドに行こうとして、アグモンカードを配置している。

## スタッフ
- 企画 - 藤山太一郎→川上大輔、木村京太郎、関弘美
- 原案 - 本郷あきよし
- 連載 - 「Vジャンプ」（集英社）
- シリーズディレクター - 角銅博之
- シリーズ構成 - 西園悟
- キャラクターデザイン - 中鶴勝祥
- 総作画監督 - 宮原直樹
- 美術デザイン - 飯島由樹子
- 音楽 - 有澤孝紀
- 音楽協力 - イズムコミュニケーションズ
- 音響効果 - 奥田維城
- 製作担当 - 岡田将介
- 制作協力 - 東映（11 - 54話）
- 制作 - フジテレビ、読売広告社、東映（東映動画）（1 - 10話）→東映アニメーション（11 - 54話）

## 音楽
主題歌
オープニング 「Butter-Fly」
作詞・作曲 - 千綿偉功 / 編曲 - 渡部チェル / 歌 - 和田光司
日本以外でも、放送されている国に合わせて現地語に訳されて使われている。中国ではアレンジされているほか、ドイツ（現地名－Leb deinen Traum（歌：フランク・シンデル、邦題：夢を持ってろ））、スペイン（歌：エンリケ・メデロス、現地名 - Mariposa〈邦題 - 蝶〉）はオリジナルオケに現地語のボーカルが入っている。ポップンミュージックシリーズ「17 THE MOVIE」に収録された。
54話では挿入歌として使われた。
エンディング
「I wish」（1 - 26話）
作詞 - 三浦徳子 / 作曲 - 白川善久 / 編曲 - 堀井勝美 / 歌 - 前田愛
25話では劇中歌として使われた。
「keep on」（27 - 54話）
作詞 - NK / 作曲 - 木根尚登 / 編曲 - 木根尚登、湯浅公一 / 歌 - 前田愛
挿入歌
「brave heart」（1 - 44話、46 - 54話）
作詞 - 大森祥子 / 作曲・編曲 - 太田美知彦 / 歌 - 宮崎歩
「Seven」（14・28・44話）
作詞・作曲 - 小山晃平 / 編曲 - 渡部チェル / 歌 - 和田光司
44話ではアコースティックバージョンが使用された。
「勇気を翼にして〜八神太一のテーマ〜」（38・51話）
作詞 - 山田ひろし / 作曲・編曲 - 太田美知彦 / 歌 - 八神太一（藤田淑子）
「Butter-Fly （ピアノ・バージョン）」（53・54話）
作詞・作曲 - 千綿偉功 / 編曲 - 渡部チェル / 歌 - 和田光司
54話ではインストのみ使用された。

## 各話リスト
放送日は関東圏のフジテレビおよび同時ネット局などのもの。
| 話数 | サブタイトル                                   | 脚本       | 演出     | 作画監督   | 美術                | 放送日        | 登場デジモン                                                 | 収録VHS |
| ---- | ---------------------------------------------- | ---------- | -------- | ---------- | ------------------- | ------------- | ------------------------------------------------------------ | ------- |
| 1    | 漂流? 冒険の島!                                | 西園悟     | 角銅博之 | 八島善孝   | 飯島由樹子          | 1999年 3月7日 | クワガーモン                                                 | VOL.1   |
| 2    | 爆裂進化! グレイモン                           | 西園悟     | 角銅博之 | 信実節子   | 飯島由樹子          | 3月14日       | シェルモン                                                   | VOL.1   |
| 3    | 蒼き狼! ガルルモン                             | 吉田玲子   | 川田武範 | 出口としお | 飯島由樹子          | 3月21日       | モノクロモン シードラモン                                    | VOL.1   |
| 4    | 灼熱! バードラモン                             | 吉村元希   | 今村隆寛 | 海老沢幸男 | 清水哲弘            | 3月28日       | メラモン                                                     | VOL.1   |
| 5    | 電光! カブテリモン                             | まさきひろ | 芝田浩樹 | 直井正博   | 飯島由樹子          | 4月4日        | アンドロモン                                                 | VOL.2   |
| 6    | パルモン怒りの進化!                            | 浦沢義雄   | 今沢哲男 | 八島善孝   | 清水哲弘            | 4月11日       | もんざえモン ヌメモン                                        | VOL.2   |
| 7    | 咆哮! イッカクモン                             | 大和屋暁   | 小坂春女 | 信実節子   | 飯島由樹子          | 4月18日       | ユニモン                                                     | VOL.2   |
| 8    | 闇の使者デビモン!                              | 西園悟     | 角銅博之 | 出口としお | 清水哲弘            | 4月25日       | デビモン レオモン オーガモン                                 | VOL.2   |
| 9    | 激突! 冷凍デジモン                             | 前川淳     | 川田武範 | 清山滋崇   | 飯島由樹子          | 5月2日        | ユキダルモン モジャモン                                      | VOL.3   |
| 10   | 守護者ケンタルモン!                            | 吉村元希   | 早川啓二 | 伊藤智子   | 清水哲弘            | 5月9日        | ケンタルモン スカモン チューモン                             | VOL.3   |
| 11   | 踊る亡霊! バケモン                             | 浦沢義雄   | 芝田浩樹 | 八島善孝   | 飯島由樹子 松本健治 | 5月16日       | バケモン                                                     | VOL.3   |
| 12   | 冒険! パタモンと僕                             | まさきひろ | 今村隆寛 | 直井正博   | 飯島由樹子          | 5月23日       | エレキモン                                                   | VOL.3   |
| 13   | エンジェモン覚醒!                              | 西園悟     | 角銅博之 | 海老沢幸男 | 清水哲弘            | 5月30日       | デビモン                                                     | VOL.4   |
| 14   | 出航（たびだち）・新大陸へ!                    | 吉田玲子   | 今沢哲男 | 信実節子   | 飯島由樹子          | 6月6日        | ホエーモン ドリモゲモン                                      | VOL.4   |
| 15   | エテモン! 悪の花道                             | 西園悟     | 早川啓二 | 伊藤智子   | 清水哲弘            | 6月13日       | エテモン パグモン ガジモン                                   | VOL.4   |
| 16   | 暗黒進化! スカルグレイモン                     | まさきひろ | 川田武範 | 出口としお | 飯島由樹子          | 6月20日       | グレイモン（別個体） スカルグレイモン                        | VOL.4   |
| 17   | 幻船長コカトリモン!                            | 浦沢義雄   | 芝田浩樹 | 八島善孝   | 清水哲弘            | 6月27日       | コカトリモン ヌメモン                                        | VOL.5   |
| 18   | 妖精! ピッコロモン                             | 前川淳     | 今村隆寛 | 清山滋崇   | 飯島由樹子          | 7月4日        | クワガーモン ピッコロモン ティラノモン                       | VOL.5   |
| 19   | 迷宮のナノモン!                                | 西園悟     | 角銅博之 | 直井正博   | 清水哲弘            | 7月11日       | ナノモン                                                     | VOL.5   |
| 20   | 完全体進化! メタルグレイモン                   | 西園悟     | 早川啓二 | 伊藤智子   | 飯島由樹子          | 7月25日       | エテモン                                                     | VOL.5   |
| 21   | コロモン東京大激突!                            | 吉田玲子   | 細田守   | 信実節子   | 清水哲弘            | 8月1日        | 幻影デジモン                                                 | VOL.6   |
| 22   | ささやく小悪魔ピコデビモン                     | まさきひろ | 川田武範 | 海老沢幸男 | 飯島由樹子          | 8月8日        | ピコデビモン                                                 | VOL.6   |
| 23   | 友よ! ワーガルルモン                           | 吉村元希   | 志水淳児 | 出口としお | 清水哲弘            | 8月15日       | デジタマモン ベジーモン                                      | VOL.6   |
| 24   | 撃破! アトラーカブテリモン                     | 浦沢義雄   | 今沢哲男 | 八島善孝   | 飯島由樹子          | 8月22日       | ベーダモン                                                   | VOL.6   |
| 25   | 眠れる暴君! トノサマゲコモン                   | 大和屋暁   | 芝田浩樹 | 清山滋崇   | 清水哲弘            | 8月29日       | トノサマゲコモン オタマモン ゲコモン                         | VOL.7   |
| 26   | 輝く翼! ガルダモン                             | 前川淳     | 角銅博之 | 直井正博   | 飯島由樹子          | 9月5日        | ヴァンデモン                                                 | VOL.7   |
| 27   | 闇の城ヴァンデモン                             | まさきひろ | 早川啓二 | 伊藤智子   | 清水哲弘            | 9月12日       | ヴァンデモン テイルモン デビドラモン                         | VOL.7   |
| 28   | 追撃! 日本へ急げ                               | まさきひろ | 今村隆寛 | 信実節子   | 飯島由樹子          | 9月19日       | ドクグモン コドクグモン                                      | VOL.7   |
| 29   | マンモン光が丘大激突!                          | 西園悟     | 川田武範 | 海老沢幸男 | 飯島由樹子          | 9月26日       | マンモン                                                     | VOL.8   |
| 30   | デジモン東京大横断!!                           | 前川淳     | 志水淳児 | 出口としお | 清水哲弘            | 10月3日       | ゲソモン                                                     | VOL.8   |
| 31   | レアモン! 東京湾襲撃                           | まさきひろ | 芝田浩樹 | 八島善孝   | 飯島由樹子          | 10月10日      | レアモン                                                     | VOL.8   |
| 32   | 熱いぜ東京タワー! デスメラモン                 | 西園悟     | 今沢哲男 | 清山滋崇   | 清水哲弘            | 10月17日      | デスメラモン                                                 | VOL.8   |
| 33   | パンプとゴツは渋谷系デジモン                   | 浦沢義雄   | 角銅博之 | 直井正博   | 飯島由樹子          | 10月24日      | パンプモン ゴツモン                                          | VOL.9   |
| 34   | 運命の絆! テイルモン                           | 吉村元希   | 川田武範 | 伊藤智子   | 清水哲弘            | 10月31日      | ウィザーモン                                                 | VOL.9   |
| 35   | お台場の妖精! リリモン開花                     | まさきひろ | 今村隆寛 | 信実節子   | 飯島由樹子          | 11月7日       | ダークティラノモン バケモン ファントモン                     | VOL.9   |
| 36   | 結界突破! ズドモンスパーク!                    | 前川淳     | 中村哲治 | 八島善孝   | 飯島由樹子          | 11月14日      | メガシードラモン ファントモン タスクモン スナイモン          | VOL.9   |
| 37   | 完全体総進撃! きらめくエンジェウーモン         | 吉村元希   | 芝田浩樹 | 海老沢幸男 | 清水哲弘            | 11月21日      | ヴァンデモン ファントモン タスクモン スナイモン              | VOL.10  |
| 38   | 復活! 魔王ヴェノムヴァンデモン                 | まさきひろ | 角銅博之 | 出口としお | 飯島由樹子          | 11月28日      | ヴェノムヴァンデモン ピコデビモン                            | VOL.10  |
| 39   | 二大究極進化! 闇をぶっとばせ!!                 | 前川淳     | 志水淳児 | 伊藤智子   | 清水哲弘            | 12月5日       | ヴェノムヴァンデモン                                         | VOL.10  |
| 40   | 魔の山の四天王! ダークマスターズ               | 西園悟     | 今沢哲男 | 直井正博   | 飯島由樹子          | 12月12日      | ピエモン メタルシードラモン ムゲンドラモン ピノッキモン      | VOL.10  |
| 41   | 荒ぶる海の王! メタルシードラモン               | 浦沢義雄   | 川田武範 | 清山滋崇   | 清水哲弘            | 12月19日      | アノマロカリモン                                             | VOL.11  |
| 42   | 沈黙の海底ホエーモン                           | 大和屋暁   | 今村隆寛 | 八島善孝   | 飯島由樹子          | 12月26日      | メタルシードラモン ハンギョモン                              | VOL.11  |
| 43   | 危険な遊戯! ピノッキモン                       | 吉村元希   | 芝田浩樹 | 信実節子   | 清水哲弘            | 2000年 1月9日 | キウイモン                                                   | VOL.11  |
| 44   | 迷いの森のジュレイモン                         | 前川淳     | 角銅博之 | 海老沢幸男 | 飯島由樹子          | 1月16日       | ジュレイモン ガーベモン                                      | VOL.11  |
| 45   | 究極体激突! ウォーグレイモンVSメタルガルルモン | まさきひろ | 今沢哲男 | 伊藤智子   | 清水哲弘            | 1月23日       | パロットモン                                                 | VOL.12  |
| 46   | メタルエテモンの逆襲                           | まさきひろ | 川田武範 | 出口としお | 飯島由樹子          | 1月30日       | メタルエテモン ウッドモン                                    | VOL.12  |
| 47   | 風よ! 光よ! サーベルレオモン                   | 前川淳     | 吉沢孝男 | 直井正博   | 清水哲弘            | 2月6日        | ピノッキモン メタルエテモン レッドベジーモン                 | VOL.12  |
| 48   | 爆撃指令! ムゲンドラモン                       | 西園悟     | 芝田浩樹 | 八島善孝   | 飯島由樹子          | 2月13日       | ハグルモン メカノリモン タンクモン メガドラモン ギガドラモン | VOL.12  |
| 49   | さらばヌメモン                                 | 浦沢義雄   | 今村隆寛 | 清山滋崇   | 清水哲弘            | 2月20日       | ムゲンドラモン ワルもんざえモン ヌメモン                     | VOL.12  |
| 50   | 女の闘い! レディデビモン                       | 前川淳     | 角銅博之 | 信実節子   | 飯島由樹子          | 2月27日       | レディデビモン                                               | VOL.13  |
| 51   | 地獄の道化師ピエモン                           | 吉村元希   | 吉沢孝男 | 伊藤智子   | 清水哲弘            | 3月5日        | ピエモン                                                     | VOL.13  |
| 52   | 聖剣士! ホーリーエンジェモン                   | まさきひろ | 川田武範 | 出口としお | 飯島由樹子          | 3月12日       | ピエモン イビルモン                                          | VOL.13  |
| 53   | 最後の暗黒デジモン                             | 吉村元希   | 芝田浩樹 | 海老沢幸男 | 清水哲弘            | 3月19日       | アポカリモン                                                 | VOL.13  |
| 54   | 新たな世界                                     | まさきひろ | 今村隆寛 | 八島善孝   | 飯島由樹子          | 3月26日       | アポカリモン                                                 | VOL.13  |

## 放送局
特筆の無い場合は全てフジテレビ系列フルネット局。出典は個別に提示されているものを除き、1999年9月中旬 - 10月上旬時点のものとする。
| 放送期間（または、放送体制）                                                               | 放送時間                                                                    | 放送局             | 対象地域       | 備考                                         |
| ------------------------------------------------------------------------------------------ | --------------------------------------------------------------------------- | ------------------ | -------------- | -------------------------------------------- |
| 1999年3月7日 - 2000年3月26日                                                               | 日曜 9:00 - 9:30                                                            | フジテレビ         | 関東広域圏     | 制作局                                       |
|                                                                                            |                                                                             | 岩手めんこいテレビ | 岩手県         |                                              |
|                                                                                            |                                                                             | 仙台放送           | 宮城県         |                                              |
|                                                                                            |                                                                             | さくらんぼテレビ   | 山形県         |                                              |
|                                                                                            |                                                                             | 新潟総合テレビ     | 新潟県         | 現・NST新潟総合テレビ                        |
|                                                                                            |                                                                             | 石川テレビ         | 石川県         | [ 12 ]                                       |
|                                                                                            |                                                                             | テレビ静岡         | 静岡県         |                                              |
|                                                                                            |                                                                             | テレビ西日本       | 福岡県         |                                              |
| 1999年3月29日 1999年4月5日 - 9月27日 1999年10月15日 - 2000年3月31日 2000年4月7日 - 4月28日 | 月曜 16:30 - 17:00 月曜 16:55 - 17:25 金曜 16:55 - 17:25 金曜 16:00 - 16:30 | 富山テレビ         | 富山県         | [ 13 ]                                       |
| 1999年4月7日 - 2000年6月6日                                                                | 水曜 16:25 - 16:55                                                          | 福井テレビ         | 福井県         | [ 14 ]                                       |
| 遅れネット                                                                                 | 日曜 9:25 - 9:55                                                            | 北海道文化放送     | 北海道         |                                              |
|                                                                                            | 水曜 16:55 - 17:25                                                          | 秋田テレビ         | 秋田県         |                                              |
|                                                                                            | 土曜 5:30 - 5:59                                                            | 山梨放送           | 山梨県         | 日本テレビ系列                               |
|                                                                                            | 日曜 9:30 - 10:00                                                           | 長野放送           | 長野県         |                                              |
|                                                                                            | 金曜 16:00 - 16:30                                                          | 東海テレビ         | 中京広域圏     |                                              |
|                                                                                            | 金曜 16:25 - 16:55                                                          | 関西テレビ         | 近畿広域圏     |                                              |
|                                                                                            | 月曜 16:25 - 16:55                                                          | 岡山放送           | 岡山県・香川県 |                                              |
|                                                                                            | 金曜 16:00 - 16:30                                                          | テレビ新広島       | 広島県         |                                              |
|                                                                                            | 土曜 6:00 - 6:30                                                            | テレビ愛媛         | 愛媛県         |                                              |
|                                                                                            |                                                                             | サガテレビ         | 佐賀県         |                                              |
|                                                                                            | 月曜 16:25 - 16:55                                                          | テレビ長崎         | 長崎県         |                                              |
|                                                                                            | 木曜 15:55 - 16:25                                                          | テレビ熊本         | 熊本県         |                                              |
|                                                                                            | 月曜 16:30 - 17:00                                                          | テレビ宮崎         | 宮崎県         | フジテレビ系列 日本テレビ系列 テレビ朝日系列 |
|                                                                                            | 金曜 16:00 - 16:30                                                          | 鹿児島テレビ       | 鹿児島県       |                                              |

## 劇場版

### デジモンアドベンチャー
1999年3月6日に東映アニメフェアの1作として公開したアニメーション映画。

### デジモンアドベンチャー ぼくらのウォーゲーム!
2000年3月4日に東映アニメフェアの1作として上映されたアニメーション映画。

### デジモンアドベンチャー3D デジモングランプリ!
2000年7月20日 - 2002年6月23日にサンリオピューロランドの「夢のタイムマシン」などで上映された3DCG映画。
2009年10月3日には「とびだす!3D東映アニメまつり」として再上映される。
2010年2月21日には、本作品を含む4作品セットのDVD『CG東映アニメまつり』が発売。立体映像ではなく通常映像での収録となる。
2015年1月9日には、本作品を含む全作品を収録したデジモン映画のBD-BOX『DIGIMON MOVIE COLLECTION 1999-2006』が発売。立体映像と通常映像両方収録されており、選択することが出来る。

#### スタッフ（デジモングランプリ!）
- 原案 - 本郷あきよし
- 脚本 - 前川淳
- CG製作 - 東映アニメーション
- CG制作協力 - デジタルフロンティア、ジュアルサイエンス研究所
- CG監督 - 森田信廣
- 演出 - 細田守

#### キャスト（デジモングランプリ!）
- ブイモン - 野田順子
- アグモン - 坂本千夏
- ピヨモン - 重松花鳥
- ガブモン - 山口眞弓
- テントモン - 櫻井孝宏
- パルモン - 山田きのこ
- パタモン - 松本美和
- ゴマモン - 竹内順子
- テイルモン - 徳光由香
- ホークモン - 遠近孝一
- アルマジモン - 浦和めぐみ
- ピコデビモン - 宮田幸季
- 実況 - 福井謙二

### デジモンアドベンチャー LAST EVOLUTION 絆
スペシャル先行上映会2020年2月2日&4日開催、2020年2月21日に公開、2020年9月2日にBlu-ray＆DVD発売。デジモンアドベンチャーシリーズ20周年記念作品。『デジモンアドベンチャー tri.』の後日談でもある。興行収入は3億1000万円。後に同年4月5日から2021年9月26日まで『デジモンアドベンチャー:』が放送された。

#### キャスト (LAST EVOLUTION 絆)
- 八神太一 - 花江夏樹
- 石田ヤマト - 細谷佳正
- 武之内空 - 三森すずこ
- 泉光子郎 - 田村睦心
- 太刀川ミミ - 吉田仁美
- 城戸丈 - 池田純矢
- 高石タケル - 榎木淳弥
- 八神ヒカリ - M・A・O
- アグモン - 坂本千夏
- ガブモン - 山口眞弓
- ピヨモン - 重松花鳥
- テントモン - 櫻井孝宏
- パルモン - 山田きのこ
- ゴマモン - 竹内順子
- パタモン - 松本美和
- テイルモン - 徳光由禾
- 本宮大輔 - 片山福十郎
- 一乗寺賢 - ランズベリー・アーサー
- 井ノ上京 - 朝井彩加
- 火田伊織 - 山谷祥生
- ブイモン - 野田順子
- ワームモン - 高橋直純
- ホークモン - 遠近孝一
- アルマジモン - 浦和めぐみ
- モルフォモン - 谷口夢奈
- パロットモン - 佐々木義人
- 森川 - 兼政郁人
- 阿部 - 沢城千春
- 女性客 - 荒川美穂
- 女性客 - 森下由樹子
- アナウンサー - 佐藤はな
- 男 - 山本圭祐
- ゲンナイ、ナレーション - 平田広明
- 井村京太郎 - 小野大輔
- メノア・ベルッチ - 松岡茉優

#### スタッフ（LAST EVOLUTION 絆）
- プロデューサー - 木下陽介
- スーパーバイザー - 関弘美
- 監督・絵コンテ - 田口智久
- 脚本 - 大和屋暁
- 演出 - 於地紘仁・大橋一輝・上田慎一郎
- 音楽 - 富貴晴美
- キャラクターデザイン - 中鶴勝祥
- デジモンキャラクターデザイン - 渡辺けんじ
- アニメーションキャラクターデザイン・総作画監督 - 立川聖治
- アニメーションデジモンキャラクターデザイン - 立川聖治・熊谷哲矢・西野理恵・関崎高明
- プロップデザイン - 吉田大洋
- 美術監督 - 岩瀬栄治
- 美術設定 - 大平司
- 色彩設計 - 合田沙織
- 撮影監督 - 川田哲矢
- 編集 - 坪根健太郎
- 音響監督 - 飯田里樹
- 音響効果 - 古谷友二
- 録音 - 松田悟
- アニメーションプロデューサー - 漆山淳
- アニメーション制作 - ゆめ太カンパニー
- 配給・宣伝 - 東映
- 製作 - 東映アニメーション

#### 主題歌（LAST EVOLUTION 絆）
- オープニング曲「Butter-Fly」
- 作詞・作曲 - 千綿偉功 / 編曲 - 渡部チェル / 歌 - 和田光司
- 挿入歌
  - 「brave heart～LAST EVOLUTION Version～」
  - 作詞 - 大森祥子 / 作曲・編曲 - 太田美知彦 / 歌 - 宮﨑歩
  - 「その先へ」
  - 作詞 - 白井裕紀 / 作曲 - Yippee / 編曲 - 渡部チェル / 歌 - 宮崎歩
- エンディング曲「離れていても」
- 作詞・作曲 - 岡本真夜 / 編曲:黒川陽介 / 歌 - AiM

## OVA
『デジモンアドベンチャー20th メモリアルストーリー』は、新作劇場版『デジモンアドベンチャー LAST EVOLUTION 絆』のサイドストーリーや前日譚など劇場本編では描ききれなかった映像や、大人になった彼らとデジモンたちの日常などを描いた短編アニメーション。2019年11月22日にオープンする「LB POP-UP THEATER『デジモンショップ』in 渋谷PARCO」での購入者特典として店舗内のシアタールームで視聴。第1話は2020年2月1日にインターネット公開。収録Blu-rayは2020年12月25日発送。全5話（1話約5分）。

### スタッフ（OVA）
- 製作 - 高木勝裕
- 企画 - 森下孝三
- プロデューサー - 木下陽介
- スーパーバイザー - 関弘美
- 原案 - 本郷あきよし
- キャラクターデザイン - 中鶴勝祥
- デジモンキャラクターデザイン - 渡辺けんじ
- 音響監督 - 本山哲
- 音響効果 - 古谷友二
- アニメーションキャラクターデザイン - 立川聖治
- 色彩設計 - 合田沙織
- 美術監督 - 岩瀬栄治
- 撮影監督 - 平山利樹
- アニメーション制作 - ゆめ太カンパニー
- 製作 - 東映アニメーション
- 協力 - 20th DIGIMON ADVENTURE メモリアルストーリープロジェクト

### 各話リスト（OVA）
| 話数 | サブタイトル               | 脚本     | 絵コンテ | 演出     | 作画監督   | 劇場上映日                    | 配信日       | BD発送日       | 時間  |
| ---- | -------------------------- | -------- | -------- | -------- | ---------- | ----------------------------- | ------------ | -------------- | ----- |
| 1    | 空へ                       | 小田康平 | 名取孝浩 | 名取孝浩 | つなきあき | 2019年11月22日 - 2020年1月9日 | 2020年2月1日 | 2020年12月25日 | 6分   |
| 2    | 心の穴                     | 小田康平 | 名取孝浩 | 名取孝浩 | つなきあき | 2020年2月21日 - 4月17日       | N/A          | 2020年12月25日 | 4.5分 |
| 3    | 医学生・城戸 丈            | 佐賀奨平 | 名取孝浩 | 名取孝浩 | 山口保則   | 2020年7月10日 - 9月2日        | N/A          | 2020年12月25日 | 6.5分 |
| 4    | あこがれのジョグレス進化   | 東川遥   | 名取孝浩 | 名取孝浩 | 林怡君     | 2020年10月16日 - 11月11日     | N/A          | 2020年12月25日 | 3分   |
| 5    | パンプとゴツの渋谷系武勇伝 | 大和屋暁 | 田口智久 | 名取孝浩 | 林怡君     | 2021年7月30日 - 9月29日       | N/A          | 2020年12月25日 | 5分   |

## 朗読劇
|   | 作品名                                     | 公演名                                                  | 公演日        | 舞台監督 | 朗読台本   |
| - | ------------------------------------------ | ------------------------------------------------------- | ------------- | -------- | ---------- |
| 1 | デジモン:One Night Stand                   | We Love DiGiMONMUSiC お台場メモリアルコンサート2003-春- | 2003年4月6日  | 角銅博之 | まさきひろ |
| 2 | デジモン スペシャルドラマ もう一つの8月1日 | デジフェス2019                                          | 2019年7月28日 | 清水雅文 | 大和屋暁   |

## 小説

### 小説 デジモンアドベンチャー
まさきひろと角銅博之によってスーパーダッシュ文庫から全3巻でノベライズされている。ストーリー全体のおおまかな流れはテレビ版を圧縮したような内容になっているが、ほとんどの部分がアニメ版とは異なる小説版の展開としてアレンジされた、アナザーストーリーとも言える物になっており、設定などもアニメ版とは若干の違いがある。
このため、「アニメのデジモンアドベンチャー」のノベライズというよりは、小説で描かれる「アニメとは別物の、パラレルワールド的なもう一つのデジモンアドベンチャー」といったほうが的確である。
後書きに「02の小説も書くかもしれない」と記されているが、実現には至っていない。
1. いま、冒険がはじまる（2001年4月30日、ISBN 4-08-630029-X）
2. 8人目の選ばれし子ども（2001年6月30日、ISBN 4-08-630035-4）
3. 冒険はまだ終わらない（2001年7月30日、ISBN 4-08-630039-7）

### 映画ノベライズ デジモンアドベンチャー LAST EVOLUTION 絆
『デジモンアドベンチャー LAST EVOLUTION 絆』ノベライズは、ダッシュエックス文庫版と、子供向けのみらい文庫版の2種類が2020年2月7日同時発売。映画では描ききれなかったシーンも追加。ダッシュエックス文庫版は迫力のアクションシーンや心情も深堀りし、みらい文庫版は小学校高学年～中学生に向けて、巻頭にはカラー口絵や、挿絵をふんだんに収録した仕様。2種類のノベライズを通して、幅広い年代の方々に“選ばれし子どもたち”とパートナーデジモンたちの感動の物語を楽しめる。

#### ダッシュエックス文庫版
『映画ノベライズ デジモンアドベンチャー LAST EVOLUTION 絆』(ISBN 978-4-08-631355-1)
- 小説：真紀涼介
- 脚本：大和屋暁

#### みらい文庫版
『デジモンアドベンチャー LAST EVOLUTION 絆 映画ノベライズ みらい文庫版』(ISBN 978-4-08-321556-8)
- 小説：河端朝日
- 脚本：大和屋暁

## フィルムコミック
SBアニメコミックスのレーベルで、いずれもソフトバンククリエイティブより発行。
1. ファイル島編1（2000年5月1日発売、ISBN 978-4797312607）
2. ファイル島編2（2000年5月1日発売、ISBN 978-4797312614）
3. ファイル島編3（2000年6月30日発売、ISBN 978-4797312621）
4. ファイル島編4（2000年6月30日発売、ISBN 978-4797312638）
5. 2nd.stage エテモン編1（2000年11月1日発売、ISBN 978-4797314465）
6. 2nd.stage エテモン編2（2000年11月1日発売、ISBN 978-4797314472）

## 音楽CD

### シングル
- 『Butter-Fly』 歌 - 和田光司 1999年4月23日発売
- 『I wish』 歌 - 前田 愛 1999年4月23日発売
- 『brave heart』 歌 - 宮崎歩 1999年6月25日発売
- 『Keep on』 歌 - 前田 愛 1999年10月8日発売
- 『作品No.2「春」イ長調 〜ぼくらのウォーゲーム!〜』 歌 - AiM 2000年4月26日発売

### マキシシングル
- 『Butter-Fly』 歌 - 和田光司 2004年8月1日発売
- 『I wish』 歌 - 前田 愛 2004年8月1日発売
- 『brave heart』 歌 - 宮崎歩 2004年8月1日発売
- 『keep on』 歌 - 前田 愛 2004年8月1日発売

### アルバム
- 『デジモンアドベンチャー 歌と音楽集 Ver.1』 音楽 - 有澤孝紀 1999年7月23日発売
- 『デジモンアドベンチャー シングルヒットパレード』 1999年9月22日発売
- 『デジモンアドベンチャー キュートビートクラブ』 音楽 - 有澤孝紀 1999年12月10日発売
- 『デジモンアドベンチャー 歌と音楽集 Ver.2』 音楽 - 有澤孝紀 2000年2月4日発売
- 『デジモンアドベンチャー・ベストヒットパレード』 2000年3月24日発売
- 『デジモンアドベンチャー 好敵手キャラソングファイル』 2000年5月24日発売
- 『デジモンテーマソング オリジナルカラオケベスト15』 2001年5月2日発売

### 他シリーズ合同企画アルバム
- 『デジモン挿入歌ベストエボリューション』 2001年12月29日発売
- 『デジモンガールズフェスティバル』 2002年2月6日発売
- 『デジモンミュージック 太田美知彦セルフカバー集 〜未来へのメッセージ〜』 2002年6月26日発売
- 『デジモンオープニングベストスピリット（完全生産限定盤）』 歌 - 和田光司 2002年8月7日発売
- 『デジモン挿入歌ワンダーベストエボリューション（完全生産限盤）』 2002年12月4日発売
- 『デジモンミュージック100タイトル記念作品 We Love DiGiMONMUSiC（完全生産限定盤）』 2002年12月25日発売
- 『We Love DiGiMONMUSIC SPECIAL 勇気を受け継ぐ子供達へ -お台場メモリアル 8/1計画-』 2003年7月24日発売
- 『デジモン挿入歌ミラクルベストエボリューション（初回生産完全限定盤）』 2003年12月26日発売
- 『デジモン超進化ベスト!』 2006年3月8日発売（同年12月21日に再リリース）
- 『デジモン10th ANNIVERSARY -夢への架け橋-』 2007年8月1日発売
- 『デジモン超進化ベスト! 2』 2007年8月22日発売
- 『DIGIMON HISTORY 1999-2006 ALL THE BEST』 2010年1月1日発売
- 『デジモンエンディングベストエイマー』 2013年8月1日発売
- 『DIGIMON MOVIE SONG COLLECTION』 2014年8月1日発売
- 『僕らのデジモンクリスマスソング』2020年11月25日発売（配信限定アルバム）

## ドラマCD
『デジモンアドベンチャー キャラクターソング+ミニドラマ(1)』
1999年11月3日発売。
デジモンキャラクター総出演のオリジナルストーリー第1弾。収録されているドラマは1本目は太一、空、2本目は空、前半後半に別れた3本目は丈がメイン。3人のキャラクターソングも収録。ミニドラマ1「SOS! 5年A組」ではパラレルストーリーの中で太一が延々と声優ネタを披露したり、空と丈のドラマにメタフィクションの要素が含まれていたりと、ミニドラマシリーズの中では番外編的な印象が最も強い。
『デジモンアドベンチャー キャラクターソング+ミニドラマ(2)』
1999年12月3日発売。
デジモンキャラクター総出演のオリジナルストーリー第2弾。収録されているドラマは光子郎がメイン。光子郎、ミミ、ヒカリ3人のキャラクターソングも収録。
光子郎の書いたラブレターの相手を巡って、選ばれし子供たちが熱い戦いを繰り広げる。
『デジモンアドベンチャー キャラクターソング+ミニドラマ(3)』
2000年1月7日発売。
デジモンキャラクター総出演のオリジナルストーリー第3弾。収録されているドラマはヤマト、タケルがメインのものとデジモンたちがメインの新春デジモン演芸。ヤマトとタケル2人のキャラクターソングも収録。
『デジモンアドベンチャー オリジナルストーリー 2年半の休暇』
2003年4月23日発売。
本作品と『02』の間を挟む2年半の、タケルとヒカリ以外の6人のそれぞれの物語。
アニメ・デジモンシリーズ終了を記念して4作同時に後日談のドラマCDを発売した。
『世界が終わる前の』・『デジモンミステリーファイル・千年の封印を解け！』
2015年3月3日発売の『デジモンアドベンチャー 15th Anniversary Blu-ray BOX』初回生産限定特典。
「世界が終わる前の」はウィザーモン・テイルモンを主役に描くテレビの前日談。「デジモンミステリーファイル・千年の封印を解け！」は2001年のヤマトたち、選ばれし子供たちが主役となる。なお太一・タケルは登場しない。オリジナルキャラクターとしてへそ石（声 - 田中敦子）が登場する。

## 関連ゲーム

### コンピュータゲーム
『デジモンアドベンチャー アノードテイマー・カソードテイマー』
ワンダースワン用ソフト、『アノードテイマー』は1999年12月16日発売。『カソードテイマー』は2000年1月20日発売。
この2つは、イベントなどの違いはあれどストーリーは同じ。アノードは＋という意で、キメラver、カソードは－の意で、ムゲンverと呼ばれる。
1999年の大晦日、太一たちが撃破した強敵たちがミレニアモンの力によって復活。拘束された選ばれし子どもたちを救うため、秋山リョウがデジタルワールドへと降り立つ。
『デジモンアドベンチャー』
2013年1月17日発売のPSP用ソフト。
テレビと劇場版のストーリーを完全再現した物となるが、一部ストーリーが変更されていたり、ところどころカットされていたり、キャラクターの台詞、音楽やヤマトのハーモニカの音色など本編と異なる部分がある。また、OP映像はアニメからの流用で、太一たちがデジモンワールドへ送られるシーンやアグモンたちの進化バンクシーンなどのデモムービーがある。オリジナルエピソードも一部登場し、テレビには登場しなかったピヨモンたちの究極体デジモンが登場する。クリア後、本宮大輔&ブイモン、松田タカト&ギルモン、神原拓也&アグニモン、大門大&アグモン、工藤タイキ&シャウトモン、明石タギル&アレスタードラモンといった歴代シリーズの主人公とデジモンがゲスト参戦する（ただし、いずれもオリジナルキャストによる声はなし）。
メインキャラクターと重要人物のキャストは基本的に放映時と同じである（2013年の時点で声優業を実質上引退しているキャストも数人いるがそのまま続投している）が、タケルや一部のゲストキャラクターやキーパーソンの声優は、放映時の担当者の死去などを含めた諸般の事情より変更されている。また、端役やその他のゲストキャラクターにも新たな配役が充てられている。
- 潘めぐみ（タケル）、置鮎龍太郎（デビモン）、三ツ矢雄二（ピッコロモン）、楠大典（トノサマゲコモン、太一の父、ケンタルモン、コカトリモン）
- その他の出演者 - 小林由美子（エレキモン、ガジモンA）、小島幸子（コロモン）、斉藤貴美子（スカモン、ゴツモン）、岩崎征実（ヌメモンA、ゲコモンA、ナニモン）、明坂聡美（レディデビモン）、奈良徹（もんざえモン、デスメラモン）、儀武ゆう子（チューモン、パグモン、パンプモン）、内藤玲（ヌメモンB、ベーダモン）、白川周作（バケモン、ナノモン）、ふくまつ進紗（モジャモン）、菊池こころ（ピョコモン、ガジモンB）、大久保瑠美（オタマモン）、鶴岡聡（デジタマモン、ゲコモンB、ドクグモン）、星野貴紀（メラモン、ホエーモン、ワルもんざえモン）、佐藤晴男（ベジーモン、ジュレイモン）

### 体感型ゲーム
『デジモンアドベンチャー ダークマスターズからの挑戦状〜閉鎖された家!ピノッキモン〜』
なぞともカフェ6店舗（新宿店・渋谷店・名古屋栄店・なんばパークス店・京都新京極店・福岡天神店）にて、2018年9月21日〜2019年2018年12月9日まで開催されたなぞときCUBE。後に、なぞともカフェ3店舗（渋谷店・京都新京極店・なんばパークス店）にて、2019年8月1日〜11月4日にかけて復刻開催された。
四天王ダークマスターズを倒すため再びデジモンワールドにやってきたが、子供たちは強大で圧倒的な力の前になす術がなく、逃げ出したその先で森の中の一軒家ついたものの、四天王の1人ピノッキモンの企みから閉じ込められてしまい、無事脱出しようとする。
『デジモンアドベンチャー 究極決戦 最大の闇 アポカリモン』
なぞともカフェ5店舗（新宿店・渋谷店・名古屋栄店・なんばパークス店・京都新京極店）にて、2019年3月21日〜11月4日まで開催されたなぞときCUBE。
突如次元の歪みに落とされた子供たちの前に、進化の過程で滅んでいった種の集合体であり存在が世界を歪ませる生き物のアポカリモンが現れその強大で圧倒的な力の前にしながら、無事元の世界に戻ることを目指す。
『デジモンアドベンチャー LAST EVOLUTION 絆 放たれた謎のウィルス』
なぞともカフェ3店舗（新宿店・京都新京極店・なんばパークス店）にて、2020年2月14日〜5月10日まで予定されていたナゾラリー。2019新型コロナウイルスの影響で店舗が2月29日から臨時休業になってしまい以降は中止になった。後に、2020年8月1日〜9月30日にかけて再開催された。
街に放たれた謎のコンピューターウイルスのせいで、デジタルワールドと地球が繋がってしまい、電化製品が暴走している。「コロモン」と名乗るデジモンとともにコンピューターウィルスを駆除しこの危機を止めよう。

## ソフトパッケージ
テレビ放送時はVHS（全13巻）のみのリリースであった（発売元は東映ビデオ）。劇場版のみ2作収録でDVDが2001年1月21日に発売。
デジモンアドベンチャー DVD-BOX
2004年7月23日バンダイビジュアルより発売、2007年12月21日ハピネットより再発売。どちらも9枚組BOX。テレビシリーズ全54話収録。
デジモンTHE MOVIES Blu-ray 1999-2006
2015年1月9日東映ビデオより発売。5枚組。『デジモンアドベンチャー』から『デジモンセイバーズ』の全劇場作品収録。
デジモンアドベンチャー 15th Anniversary Blu-ray BOX
2015年3月3日ハピネットより発売。8枚組。テレビシリーズ全54話収録。

## 作中に登場した実在の建造物・キャラクター・番組
- 東京タワー
- お台場
- 東京ビッグサイト（ストーリー中では東京ビックファイトと表記されているが、登場人物たちは、ビッグサイトと呼んでいる）
- FCGビル（フジテレビ本社ビル）
- レインボーブリッジ
- 大江戸線（ストーリー中では当時の路線名の都営12号線と表記されている）
- 竹芝桟橋
- 光が丘団地
- 新宿駅
- ゆりかもめ（東京臨海新交通臨海線）
- 都電（東京都交通局7000形電車。最終回で現実世界に戻るために使用された。それまではただ放置されているだけだった。次作の劇場版第2作『デジモンアドベンチャー02 ディアボロモンの逆襲』のエンディングにも登場している）
- ガチャピン
- ムック
- Pちゃん
- 東大泉2丁目（表札のみ・東映アニメーションの所在地）
- ファミリーマート
- ミニストップ
- ボレロ（サントラでは短縮されているが、フル尺は15分と非常に長い曲となっている）
- シーリアお台場
- 欽ちゃん&香取慎吾の全日本仮装大賞（セリフのみ。放送当時は「欽ちゃんの仮装大賞」。日本テレビ製作。）